# Pascal Omana Bitika
Pascal Omana Bitika est un homme politique congolais (RDC), vice ministre du plan dans le gouvernement Lukonde II.